# تل رامجردی
تل رامجردی مربوط به سده‌های میانه دوران‌های تاریخی پس از اسلام است و در شهرستان مرودشت، بخش درودزن، دهستان رامجرد ۲، ۵۰۰ متری شمال روستای رامجردی واقع شده و این اثر در تاریخ ۳۰ بهمن ۱۳۸۶ با شمارهٔ ثبت ۲۰۸۸۴ به‌عنوان یکی از آثار ملی ایران به ثبت رسیده است.